# Yaha yahui
Yaha yahui (AFI: [ʝaʔa ʝawi]) es el título que ostentaban los sacerdotes mayores de cada divinidad entre los antiguos mixtecos. El título fue traducido por fray Antonio de los Reyes en su Arte en lengua mixteca como nigromántico señor, aunque literalmente se puede traducir como águila-yahui. La designación de los sacerdotes con este título hace referencia a su capacidad de adoptar la apariencia y las capacidades de estos dos poderosos nahuales. 